# Міська вежа (Ольтен)
47°20′58″ пн. ш. 7°54′14″ сх. д. / 47.34955° пн. ш. 7.9038° сх. д.

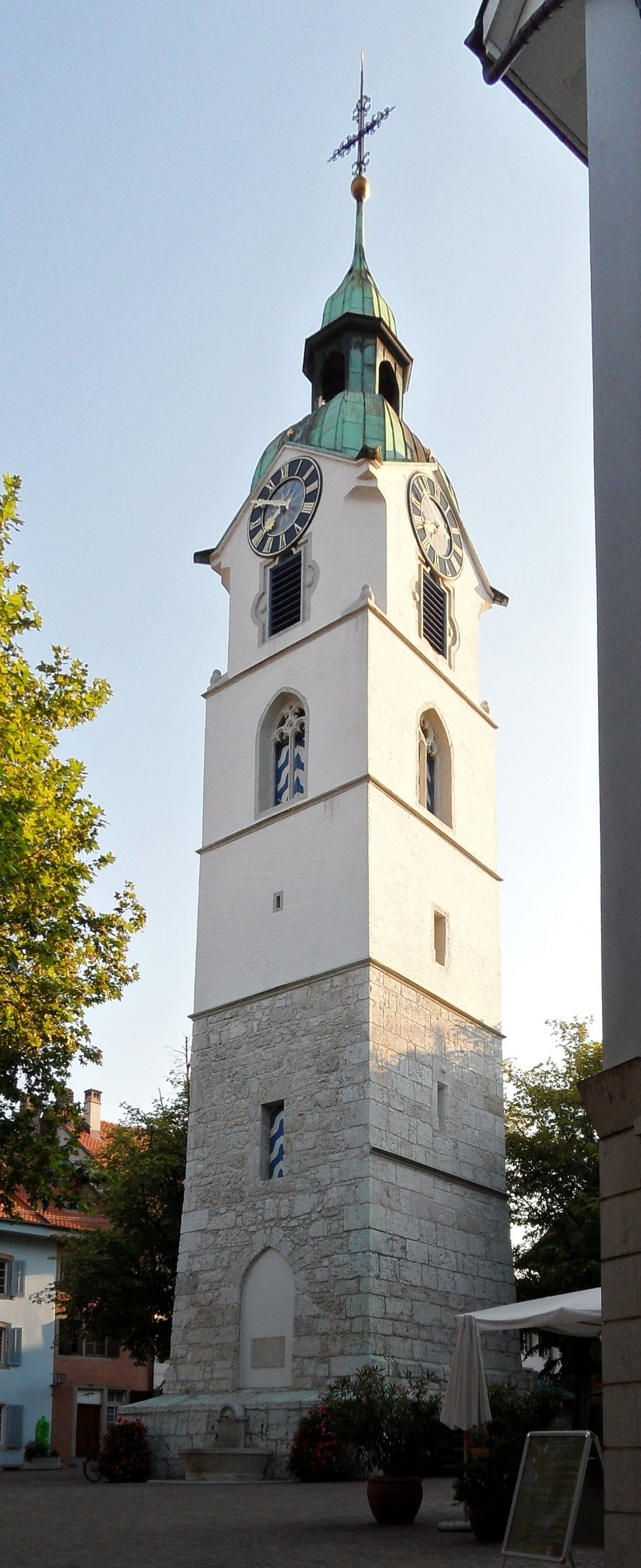
Міська вежа Ольтен

Міська вежа (нім. Der Stadtturm, також звана Ільдефонштурм, оскільки навколишня площа була названа на честь Ільдефонса фон Аркса OSB (1755–1833)) — колишня церковна вежа в місті Ольтен, яка сьогодні функціонує як світська міська вежа.

## Будівля та історія
Вежу було збудовано в 1521 році Конрадом Гібеліном із Золотурна як дзвіницю перед міською церквою Святого Мартина, яка згоріла в 1422 році та була відбудована в 1461 році. З 1628 по 1676 рік будівлю було розширено на один поверх та надано їй барокового стилю. Таким чином, вона досягає висоти 42 метри та височіє над середньовічним центром старого міста. Після знесення церкви в 1844 році, яка з часом занепала, вежу залишили стояти. Будівлю було відремонтовано в 1928, 1975 та 2006 роках.

## Дзвони
Зараз у вежі розміщено п'ять дзвонів. Чотири найбільші, оснащені дзвоновими апаратами, дзвонять у тонах: g 1, c 2, e 2, b 2.

### Історія та опис дзвонів
Інформацію про перші дзвони міської церкви можна знайти в церковному календарі (щорічнику) 1490 року. Там записано, що церква, ймовірно, вже мала дзвін щонайменше з трьох голосів на той час. Є також згадки в міських правилах пожежної безпеки, які були видані після міської пожежі 1422 року. Вони передбачали, що громадянин, у будинку якого спалахне пожежа після «прищика від дзвінка в ліжку», буде оштрафований у три рази. Тому найстаріший датований дзвін у існуючому дзвоні має рік 1446. За згодою єпископа Сьйону, Вільгельма Раронського, йому було передано дві частинки колишнього дзвону Святого Теодула або Святого Йодера, які були вплавлені в дзвін нових дзвонів.
Менший дзвін, датований 1520 роком, ймовірно, був виготовлений після будівництва вежі. Він прикрашений написом «+ ave maria gratia plena anno m ccccc xx» та двома декоративними виступами у формі шнура зверху, що робить його «дзвоном Ангела». Ймовірно, це дзвін, який два майстра дзвонів, П. Фюсслі та Д. Кайзер, передали місту у своїх остаточних звітах у 1522 році.
Найдавніший дзвін також є дзвоном Ангелуса, оскільки напис «ave * gratia * plena» можна прочитати між двома декоративними виступами. Ймовірно, спочатку він був розташований у Верхній брамі.
Великий дзвін 1560 року вже не зберігся, тріснув у 1927 році. Е. Дрейєр та його учні намагалися заварити тріщину в дзвоні в майстернях SBB, але пошкодження не вдалося виправити. Тому ливарному заводу дзвонів Rüetschi в Аарау довелося перелити дзвін, використовуючи попередній дзвін. На ньому є напис «ЗВУК ДЗВОНА ЗАКЛИКАЄ ГРОМАДЯН ЦЬОГО МІСТА ДО ПРАЦІ ТА ГРОМАДСЬКОГО ДУХУ» латинськими великими літерами, герб із трьома ялинами з написом: «OLTEN 1560–1928» та логотип виробника. Доступний зліпок написів та рельєфів колишнього великого дзвона, а також фотографія тріснутого дзвона зі слідами невдалої спроби зварювання.
У ліхтарі міської вежі висить багато оздоблений пожежний дзвін, відлитий у 1863 році, з написом «Крізь вогонь я протікав за пожежну біду, відлитий у 1863 році», а не, як вважалося раніше, штормовий або пожежний дзвін колишньої верхньої брами.

## Значення
Щорічні концерти біля вежі відбуваються тут. Тут також починається місцевий карнавал.

## Вебпосилання
- Дзвони міської вежі на YouTube